# اسپنسر تاون‌شیپ (شهرستان مدینا، اوهایو)
اسپنسر تاون‌شیپ (به انگلیسی: Spencer Township) یک منطقهٔ مسکونی در ایالات متحده آمریکا است که در اوهایو واقع شده‌است. اسپنسر تاون‌شیپ ۶۵٫۳ کیلومتر مربع مساحت و ۲٬۴۲۹ نفر جمعیت دارد و ۲۸۳ متر بالاتر از سطح دریا واقع شده‌است.